# Louis Pierre Vieillot
Louis Pierre Vieillot (10 tháng 5 năm 1748 tại Yvetot - 1831 tại Rouen) là một nhà điểu cầm học người Pháp.
Ông đã miêu tả rất nhiều loài chim được công nhận là người miêu tả đầu tiên, đặc biệt là những loài mà ông gặp khi ông làm việc tại Tây Ấn và Bắc Mỹ, và có 26 chi do ông miêu tả vẫn còn được sử dụng đến ngày nay. Ông là một trong những nhà điểu cầm học đầu tiên nghiên cứu những thay đổi về bộ lông, và cũng là một trong những người đầu tiên nghiên cứu về đời sống của chim cũng như da của chúng.

## Tiểu sử
Vieillot sinh tại Yvetot. Ông kinh doanh ở đảo Hispaniola (Haiti) thuộc vùng Caribe, nhưng ông bị buộc phải trốn đến Hoa Kỳ trong suốt thời kỳ diễn ra cách mạng Pháp. Trong thời gian ở Hoa Kỳ, ông bắt đầu nghiên cứu về các loài chim của quốc gia này, và thu thập tài liệu để viết quyển Histoire naturelle des oiseaux de l'Amérique Septentrionale (1808).

## Công trình tiêu biểu
- Histoire naturelle des plus beaux oiseaux chanteurs de la zone torride. Dufour, Paris 1805.
- Histoire naturelle des oiseaux de l'Amérique septentrionale. Desray, Paris 1807-1808.
- Analyse d'une nouvelle ornithologie élémentaire. d'Éterville, Paris 1816.
- Mémoire pour servir à l'histoire des oiseaux d'Europe. Turin 1816.
- Ornithologie. Lanoe, Paris 1818.
- Faune française ou Histoire naturelle, générale et particulière des animaux qui se trouvent en France. Le Vrault & Rapet, Paris, Strasbourg, Bruxelles, 1820-1830.
- La galerie des oiseaux du cabinet d'histoire naturelle du jardin du roi. Aillard & Constant-Chantpie, Paris 1822-1825.
- Ornithologie française ou Histoire naturelle, générale et particulière des oiseaux de France. Pelicier, Paris 1830.